# Viktor Janukovyč
Viktor Fedorovyč Janukovyč (ukrajinsky Віктор Федорович Янукович, rusky Виктор Фёдорович Янукович; * 9. července 1950 Jenakijeve, Doněcká oblast) je bývalý ukrajinský politik, v letech 2002–2004, 2004–2005 a 2006–2007 premiér a v letech 2010–2014 prezident země. V prezidentských volbách v roce 2010 byl se ziskem 48,95 % hlasů zvolen prezidentem Ukrajiny, úřadu se ujal 25. února 2010. Po vleklé ukrajinské krizi probíhající od listopadu 2013 a po jeho zmizení byl dne 22. února 2014 v nepřítomnosti parlamentem fakticky sesazen. Poté se za pomoci ruských speciálních složek odebral do exilu do Ruska.

## Život
Narodil se v dělnické rodině polského a běloruského původu. Jeho matka zemřela, když mu byly dva roky, později přišel i o otce a vyrůstal s polskou babičkou. V roce 1967 byl odsouzen na tři roky odnětí svobody za účast na loupeži, po roce ho však propustili v rámci amnestie k 50. výročí VŘSR. V roce 1970 byl opět odsouzen, a sice na dva roky za těžké ublížení na zdraví. Server iDnes.cz napsal, že podle některých zdrojů to bylo za hrubé znásilnění. Ve vězení se měl stát spolupracovníkem KGB, což mu mělo zajistit rychlejší propuštění i zahlazení obou odsouzení již v roce 1978.
V 70. letech pracoval jako autoelektrikář. V roce 1980 získal diplom inženýra-mechanika na Doněcké státní technické univerzitě (dříve Doněcký polytechnický institut), v roce 2001 ukončil Ukrajinskou akademii zahraničního obchodu, obor mezinárodní právo. Od roku 1996 do 21. listopadu 2002 byl gubernátorem Doněcké oblasti (gubernátor je zpravidla jmenován prezidentem Ukrajiny).
Janukovyč je od roku 1972 ženatý, jeho manželka se jmenuje Ljudmila Olexandrivna. Manželé mají nyní již jen jednoho syna Olexandra (* 1973). Jeho firmy získávaly v době, kdy byl jeho otec prezidentem, mnoho státních zakázek a dostal se tak mezi 100 nejbohatších Ukrajinců.
Mladší syn Viktor (1981–2015) se podle zpráv 20. března 2015 utopil v Bajkale, když auto, které řídil, se na ledě propadlo do jezera.

## Prezidentské volby

### 2004
Janukovyč se stal v dubnu 2003 předsedou Strany regionů a v roce 2004 byl jedním z favoritů prezidentských voleb na Ukrajině: byl podporován prezidentem Leonidem Kučmou, ruskojazyčným obyvatelstvem na východě i Ruskem; v jeho kampani, kterou vedl jeho pozdější protikandidát z roku 2010 Serhij Tihipko, pracovali také ruští poradci.
Ústřední volební komise ho nejdříve i přes řadu stížností na falšování voleb prohlásila 21. listopadu 2004 jejich vítězem (s deklarovaným ziskem 49,42 % hlasů oproti 46,69 % pro Juščenka), aniž by se stížnostmi zabývala. To vyvolalo vlnu masových protestů a demonstrací, které vyústily v anulování výsledků a opakování druhého kola voleb dne 26. prosince 2004. V opakovaném hlasování, které podle vyjádření mezinárodních pozorovatelů tentokrát již proběhlo v souladu s demokratickými pravidly, získal prozápadní kandidát Juščenko 52,00 % hlasů, kdežto Janukovyč pouze 44,19 %. Oficiální volební výsledky byly Ústřední volební komisí publikovány 11. ledna 2005.

### 2010
Podle vyhlášení ústřední volební komise se Janukovyč stal vítězem prezidentských voleb na Ukrajině. Janukovyč vyšel vítězně z prvního kola 17. ledna 2010 se ziskem 35 % hlasů. Dle očekávání uspěl na východě a jihu země, na Krymu a také v Zakarpatí. Druhá skončila dosavadní premiérka Julija Tymošenková se ziskem 25 % hlasů.
Po sečtení všech hlasů druhého kola voleb vyhrál Janukovyč se ziskem 48,95 % nad Tymošenkovou, která obdržela 45,47 % odevzdaných hlasů. Mezinárodní pozorovatelé označili volby za regulérní a čestné, Janukovyč se následně prohlásil vítězem voleb. Tymošenková výsledky voleb neuznala a podala žádost na jejich přezkoumání u Nejvyššího soudu, který pak 17. února oznámil, že pozastavil platnost výsledků voleb, dokud její stížnost neprojedná. 20. února 2010 však Tymošenková svou žalobu u soudu stáhla, čímž výsledky prezidentských voleb nabyly platnost.
25. února došlo k inauguraci Janukovyče do úřadu prezidenta, premiérka Julije Tymošenková a předchozí prezident Viktor Juščenko vyjádřili s inaugurací nesouhlas.

## Prezidentem Ukrajiny
Přestože byl Janukovyč obecně vnímán spíše jako „proruský“ kandidát, nebylo pro něj v počátku jeho vlády dle jeho vyjádření sbližování s Ruskem prioritou. Jeho první prezidentská zahraniční cesta na začátku března 2010 vedla do Bruselu. Členství v NATO ale odmítal , slíbil Rusku obnovení bratrských vztahů  a poměrně rychle ale začal činit kroky hodnocené opozicí jako proruské, např. další pronájem Sevastopolu Rusku. V roce 2013 pak prohlásil, že následující dva roky je priorita Ukrajiny vztahy s Ruskem . Ve stejném roce prodal Rusku dluhopisy za podmínek, umožňující Rusku požadovat okamžité splacení dluhu. 
Janukovyč dle volebního programu hodlal spolupracovat s Evropskou unií, nakonec ale smlouvu o spolupráci mezi EU a Ukrajinou v listopadu 2013 odmítl, což mezi částí obyvatel a parlamentní opozicí vyvolalo vlnu protestů. Demonstranti tvrdili, že budou protestovat do doby, než se něco nezmění a dokud Janukovyč neodstoupí, tak jako to bylo u Oranžové revoluce. Protesty šly až tak daleko, že Janukovyč povolal policejní složky na „protiteroristickou operaci".  První ozbrojené zásahy byly provedené proti pokojné demonstraci, následně se začaly demonstrující proti zásahům ozbrojených sil bránit. Při těchto střetech zemřelo okolo 80 lidí, z toho 13 policistů.

### Sesazení
Dne 21. února Janukovyč pod tlakem evropských států podepsal spolu se třemi předsedy opozičních stran a ministry zahraničních věcí Německa, Francie a Polska dohodu o vyřešení krize, podle níž se obě strany měly zdržet násilných akcí, parlament měl odhlasovat návrat k ústavě z roku 2004, mělo být zahájeno nezávislé vyšetření násilností, sestavena vláda národní jednoty a do prosince 2014 provedeny předčasné prezidentské volby. Zástupce prezidenta Ruské federace se pouze zúčastnil jednání, avšak dohodu nepodepsal. Následující den demonstranti v čele s aktivisty Pravého sektoru bez ohledu na dohodu prohlásili, že Janukovyč musí okamžitě odstoupit.[zdroj?] Poté demonstrovali i ve vládní čtvrti a před parlamentem. Janukovyč zmizel a prohlásil tyto události za státní převrat. Protože parlament nevěděl, kam zmizel, a bylo jasné, že je pod kontrolou Ruska, byl Radou přijaty Dekret, že prezident Ukrajiny V. Janukovyč se protiústavně zbavil výkonu ústavních pravomocí a neplní své povinnosti. Prezident Ruské federace Vladimir Putin později tvrdil, že pověřil šéfy ruských speciálních složek a lidi z ruského ministerstva obrany ochranou Viktora Janukovyče. Janukovyč vzápětí uprchl podle Putinova líčení na svou vlastní žádost s ruskou pomocí na Krym a po několika dnech do Ruska. Usadil se pak v Rostově na Donu. Po útěku požádal Rusko o vojenskou intervenci na Ukrajině 
Dne 22. února 2014 byl Janukovyč parlamentem (Verchovná rada) sesazen z funkce prezidenta Ukrajiny. Podle některých pozorovatelů a odborníků na státní právo se tak stalo v rozporu s ukrajinskou ústavou. Způsob, jakým byl Janukovyč z úřadu prezidenta sesazen, neodpovídal článkům 108 a 111 tehdejší ukrajinské ústavy. Právník Matthias Hartwig z Institutu Maxe Plancka v Heidelbergu vyslovil názor, že vláda Ukrajiny vzniklá po sesazení Janukovyče nebyla právoplatně instalována. Povinnosti prezidenta poté převzal nově zvolený předseda parlamentu Oleksandr Turčynov.

## Po odchodu do Ruska
Žije v luxusní vile, vlastněné ruským ministerstvem vnitra, ve vesnici Bakovka, součásti města Odincovo nedaleko Moskvy, i když svou oficiální adresu uvádí v Rostově na Donu.

## Podezření, obvinění a odsouzení
Hned v únoru 2014 zmrazily švýcarské úřady všechny tamní majetky Janukovyče, jeho syna a dalších 18 blízkých osob, a zahájily vyšetřování Janukovyče a jeho syna pro podezření z praní špinavých peněz. V prosinci 2021 bylo zmrazení opět prodlouženo, má jít o majetek v hodnotě 70 mil. švýcarských franků.
24. ledna 2019 byl ukrajinským soudem odsouzen ke 13 letům vězení za trestný čin vlastizrady a napomáhání při vedení války proti Ukrajině, neboť 1. března 2014 poslal ruskému prezidentovi Putinovi dopis, v němž žádal o obnovení pořádku na Ukrajině za použití ruských armádních a policejních sil.
Začátkem března 2022, po zahájení ruské invaze na Ukrajinu, byl podle informací ukrajinských služeb v Minsku a po předpokládaném obsazení Kyjeva ruskou armádou měl být opět dosazen do funkce prezidenta Ukrajiny.
23. května 2022 vydal ukrajinský soud zatykač na Janukovyče v souvislosti s Charkovskou smlouvou, kterou v roce 2010 prodloužil pronájem námořních zařízení na Krymu Rusku a která umožnila ponechat v přístavu Sevastopol ruskou Černomořskou flotilu. Podle ukrajinské generální prokuratury smlouva umožnila zvýšit počet ruských vojáků na Ukrajině, následně v roce 2014 obsadit a anektovat Krym.

## Vyznamenání

### Ukrajinská vyznamenání
- Řád za zásluhy III. třídy – 13. listopadu 1998 – za významný osobní přínos k rozvoji ropného a plynárenského průmyslu a za výstavbu plynovodu Doněck-Mariupol[39]
- Řád za zásluhy II. třídy – 3. července 2000 – za významný osobní přínos k ekonomickému rozvoji Doněcké oblasti a provádění státní sociální politiky[40]
- Řád za zásluhy I. třídy – 3. července 2002 – za významný osobní přínos k sociálně-ekonomické a kulturní sféře, vysokou profesionalitu a při příležitosti 70. výročí založení Doněcké oblasti[41]

### Zahraniční vyznamenání
- velkokříž Řádu čestné legie – Francie, 2010[42]
- Řád přátelství I. třídy – Kazachstán, 6. července 2010 – za velký přínos k posílení a rozvoji bilaterálních vztahů mezi Kazachstánem a Ukrajinou[43]
- Řád drahocenné hůlky – Mongolsko, 2011[44]
- Řád Mesropa Maštoce – Arménie, 30. června 2011 – za příspěvek k posílení arménsko-ukrajinských přátelských vztahů, prohloubení spolupráce mezi Arménií a Ukrajinou a za jeho osobní příspěvek k odstranění následků zemětřesení Spitak[45]
- Řád José Martího – Kuba, 22. října 2011[46][47]
- Řetěz nezávislosti – Katar, 2012[48]
- Řád Zajda – Spojené arabské emiráty, 2012[49]
- Prezidentský řád znamenitosti – Gruzie, 2013[50]
- Řád Srbské republiky II. třídy – Srbsko, 2013
- Řád Hejdara Alijeva – Ázerbájdžán, 17. listopadu 2013 – za zvláštní zásluhy při rozvoji vztahů přátelství a spolupráce mezi Ukrajinou a Ázerbájdžánem[51]

## Galerie

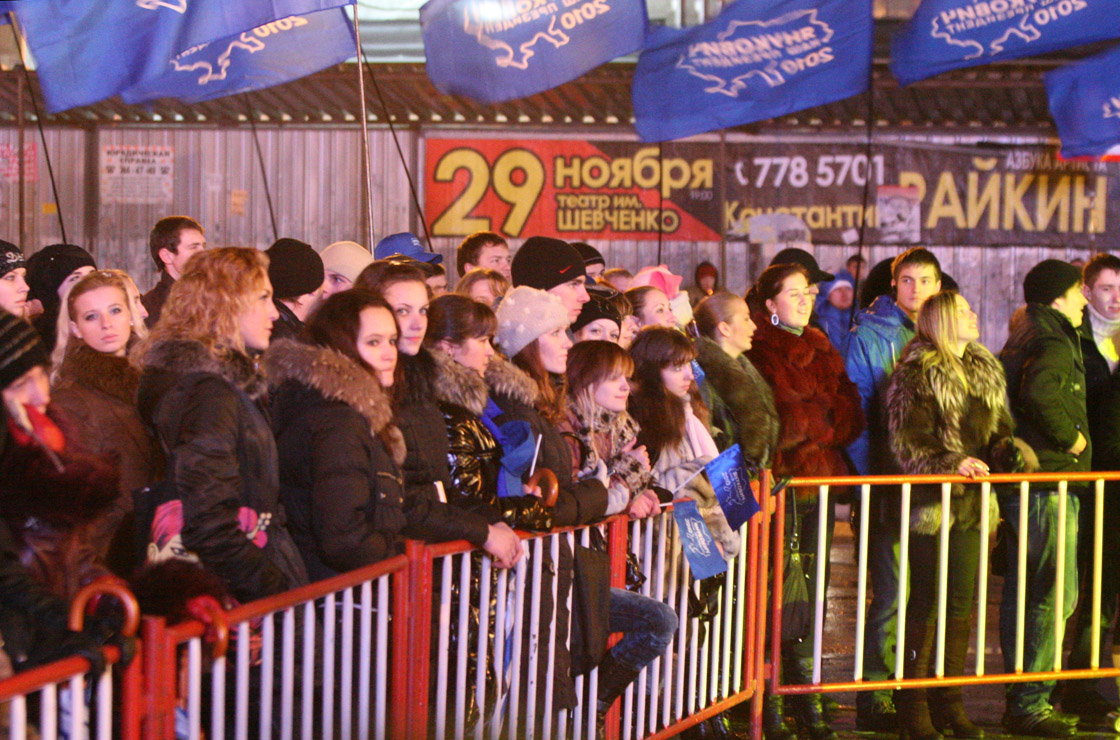
Janukovyčovi příznivci v Dněpropetrovsku na východě země
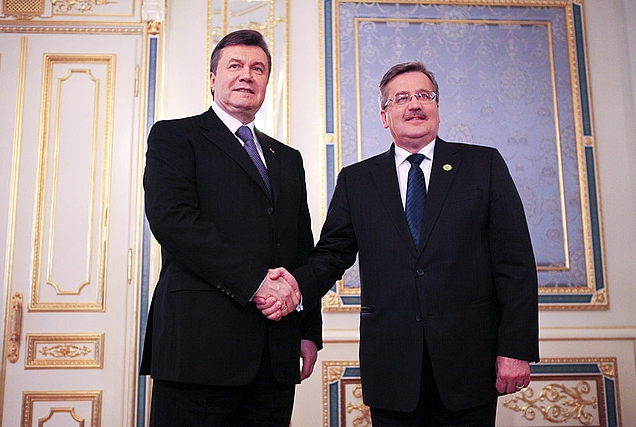
V. Janukovyč a Bronisław Komorowski
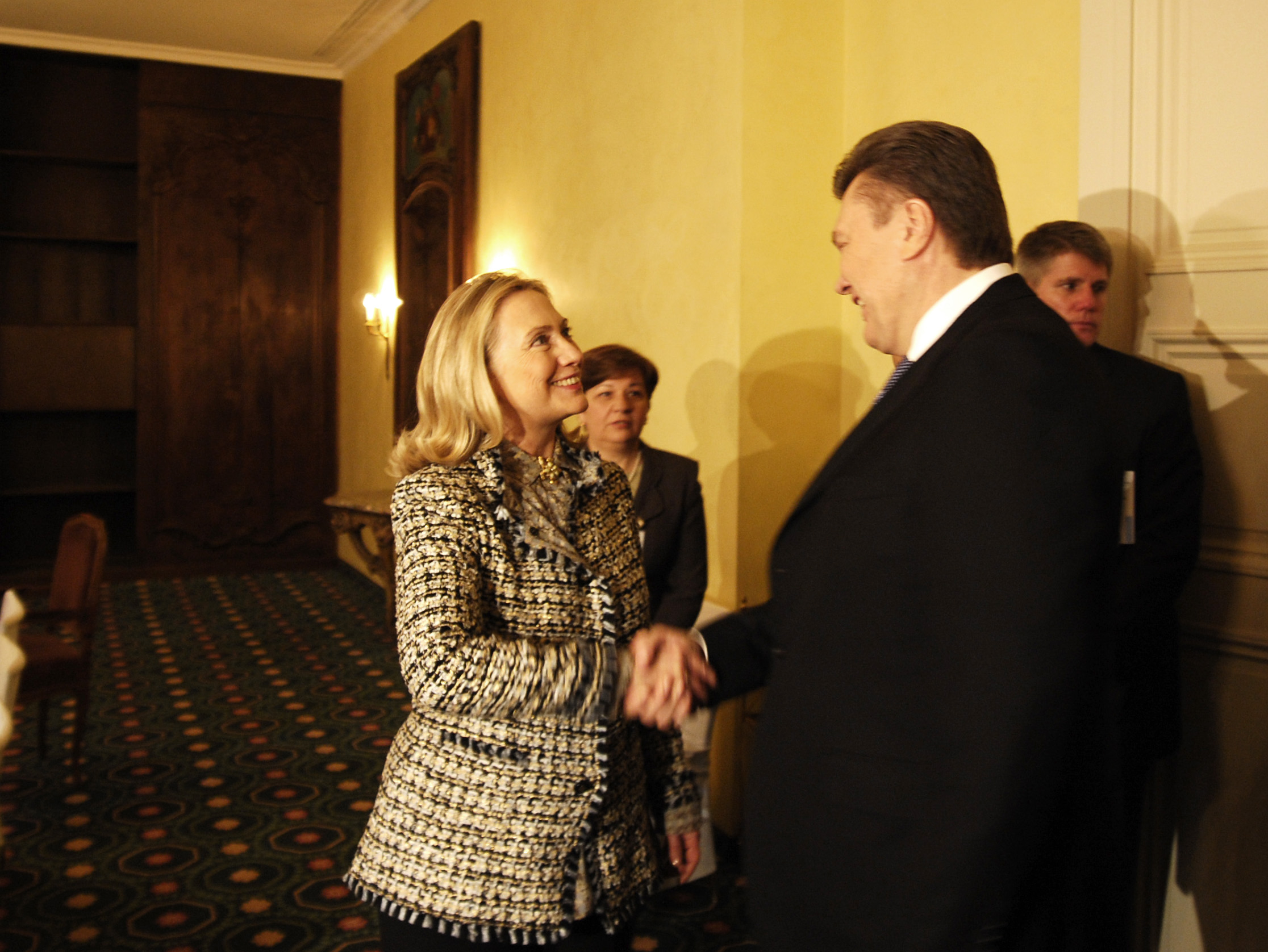
V. Janukovyč a americká ministryně zahraničí Hillary Clintonová
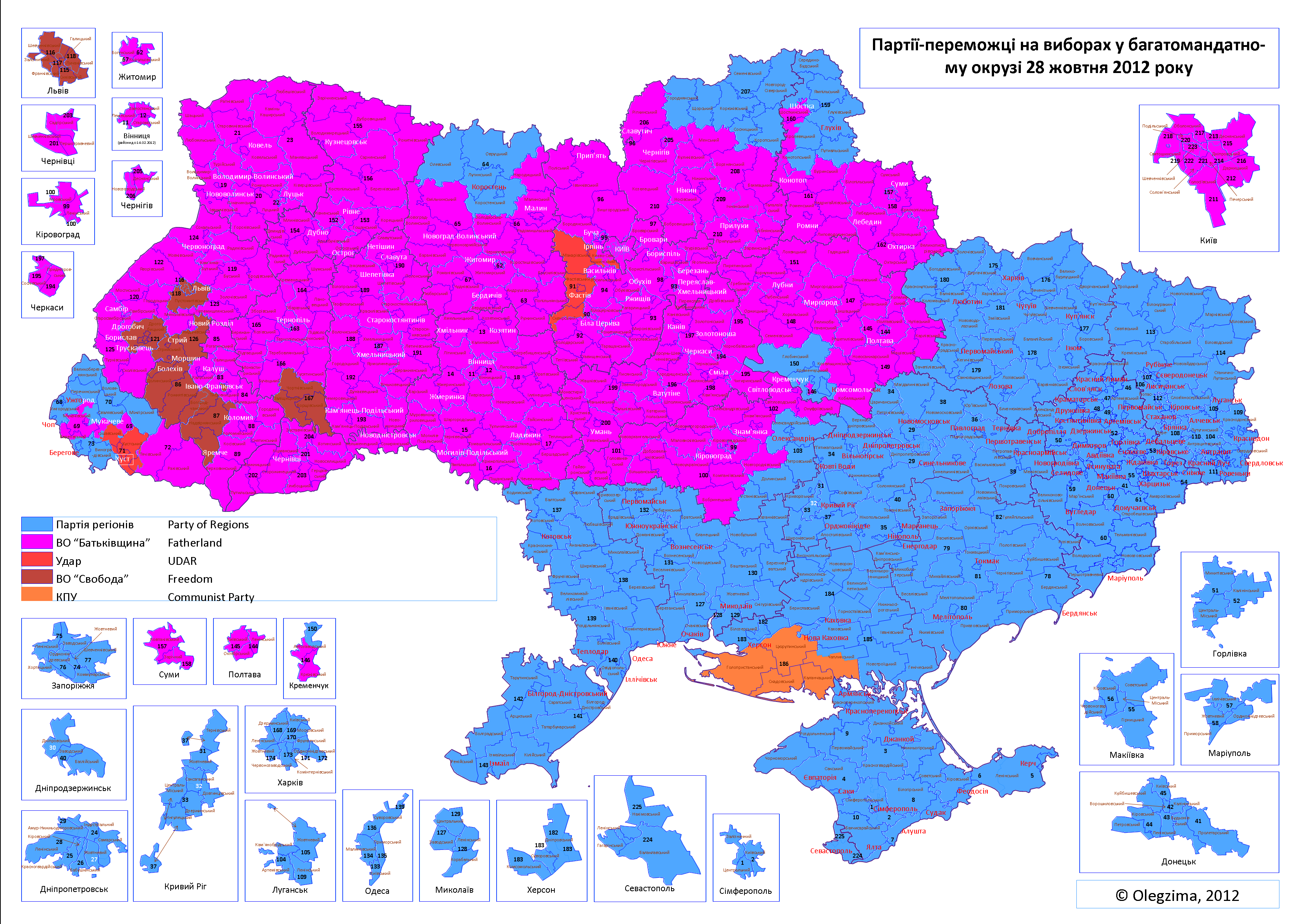
Parlamentní volby na Ukrajině v roce 2012 vyhrála Strana regionů
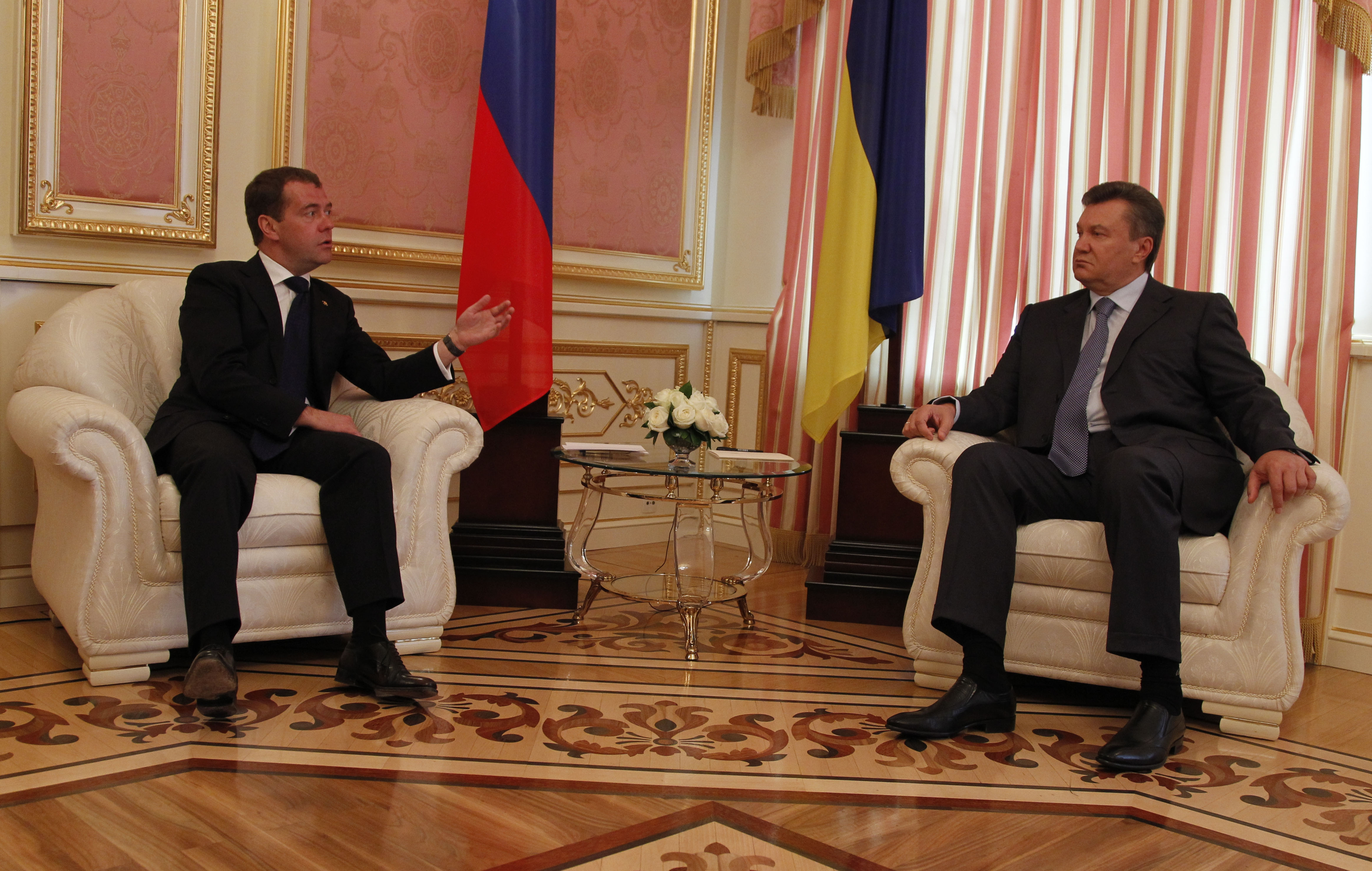
Zleva: Dmitrij Medveděv a V. Janukovyč (2012)